# 大卫·科特里尔
大衛·里斯·佐治·貝斯·哥達利爾（英語：David Rhys George Best Cotterill，1987年12月4日—）出生於威爾斯加的夫，是一名已退役的威爾斯職業足球運動員，司職翼鋒，現時效力威尔士足球超级联赛球會巴利鎮聯。

## 生平

### 球會
布里斯托城
哥達利爾在英甲球會布里斯托城出身，於2004年10月30日在0-0賽和高車士打首次上陣。2005/06年球季季初哥達利爾射入兩球，獲球會續約至2008年，他整季在各項賽事合共上陣57場及射入7球，獲選為球隊「年度最佳青年球員」。2006/07年球季為布里斯托城上陣6場已射入兩場，於9月為國家隊出征，時任國家隊領隊約翰·陶錫（John Toshack）較早前已呼籲英超球會應在本土低級別找尋球員而不必高價收購外援，更特別點名哥達利爾是當中值得留意的球員。
韋根
2006年8月31日轉會窗關閉前英超球會韋根以200萬英鎊簽入年僅18歲的哥達利爾，簽約三年，當日哥達利爾原已與英冠球會诺里奇城達成加盟協議，但韋根最後一刻出現，哥達利爾與國家隊隊友比拿美及時任韋根領隊保羅·祖維爾（Paul Jewell）通電後使他改變主意。12月6日在他19歲生日後兩天作客對韋斯咸，哥達利爾射入首個英超入球，協助球隊2-0獲勝。保羅·祖維爾在韋根成功護級後突然辭職，新球賽哥達利爾在兩名新新領隊基斯·赫澄斯（Chris Hutchings）和史蒂夫·布鲁斯麾下均缺乏上陣機會，上半季僅在聯賽上陣兩場及聯賽盃和足總盃各1場，於足總盃第三圈作客3-0淘汰新特蘭取得加盟以來第二個入球，時任領隊史蒂夫·布鲁斯讓他外借爭取上陣機會。
2008年2月8日哥達利爾以借將身份加盟由布莱恩·罗布森帶領的英冠球會錫菲聯直到球季結束，翌日隨即披甲上陣出戰斯肯索普，期間上陣16場沒有取得進帳。由前鋒轉型成為側擊翼鋒，雖然在外借期間重拾狀態，但華倫西亞在韋根有更出色的表現，哥達利爾對留隊的前景迷茫。
鍚菲聯
2008年夏季時任錫菲聯領隊奇雲·布歷維爾（Kevin Blackwell）表示希望正式羅致哥達利爾，7月31日哥達利爾重返布拉莫巷体育场，簽約效力三年，轉會費沒有透露。但正式加盟後哥達利爾未能恢復上季外借時期的佳態，並失去正選席位。直到翌年他才重返一隊行列，於3月1日主場對伯明翰城射入加盟以來首個入球，在球83分鐘的十二碼成為球隊2-1獲勝的奠勝球，他於比亞堤離隊後成為球隊的儈子手，在球季結束時合共射入4球，全部均為十二碼。錫菲聯在聯賽排名第三參加升班附加賽，雖然準決賽兩回合累計2-1淘汰普雷斯頓，但決賽0-1不敵般尼無緣升班。翌季上半季哥達利爾雖然有14場上陣記錄，僅有3場正選上陣，於雷丁及西布朗身上各入1球，對雷丁完場前的入球是他加盟後唯一非十二碼的入球。
史雲斯
2009年11月24日哥達利爾以借用身份轉投另一支英冠球隊史雲斯，待1月轉會窗重開後才加盟，他於2010年1月2日在英格蘭足總盃作客對莱斯特城射入加盟後首球，但史雲斯仍以1-2落敗出局。1月7日他以破球會當時轉會費記錄的60萬英鎊正式投效史雲斯。
2010/11年球季初期哥達利爾在新任領隊麾下仍然穩佔正選席位，其後及（Nathan Dyer）分別取得兩翼的席位，哥達利爾上陣機會減少，於2011年2月17日被借用到另一支英冠球隊樸茨茅夫，為期1個月，期間上陣7場及在對葉士域治射入1球，獲延長借用至球季結束。
於史雲斯升班英超後哥達利爾沒有取得上陣機會，於2012年1月12日雙方同意提前解約。
班士利
2012年2月16日哥達利爾以短期合約形式免費加盟英冠球會班士利直到球季結束。
2012年4月30日，班士利宣佈有6名球員不會有新合約可自由轉會，哥達利爾為其中之一。
唐卡士打
2012年6月27日，哥達利爾加盟英甲球會唐卡士打，簽署兩年合約。
伯明翰
2014年6月24日，哥達利爾以可以住得較近威爾斯家庭為理由婉拒續約要降落英甲作賽的唐卡士打，轉投護級英冠成功的伯明翰，合約為期兩年。

### 國家隊
哥達利爾為威爾斯U19上陣3場射入1球及U21上陣11場入4球。他於2005年10月未滿18歲已首次代表威爾斯成年隊參賽，首戰對阿塞拜疆。2007年5月哥達利爾公開批評時任威爾斯領隊約翰·陶錫沒有挑選他進隊而引起爭議。直到2010年8月11日威爾斯主場友賽盧森堡，哥達利爾為主隊先拔頭籌，取得個17次代表上陣首個成年國際賽入球。
國際賽入球
威爾斯記錄在比數前方
| #  | 日期           | 場地                     | 對賽球隊 | 入球  | 賽果 | 競賽                   |
| -- | -------------- | ------------------------ | -------- | ----- | ---- | ---------------------- |
| 1. | 2010年8月11日  | 威爾斯拉內利斯加歷斯公園 | 盧森堡   | 1 – 0 | 5–1  | 友誼賽                 |
| 2. | 2014年10月13日 | 威爾斯卡迪夫城運動場     | 賽普勒斯 | 1 – 0 | 2–1  | 2016年歐洲國家盃外圍賽 |

## 榮譽
球會榮譽
- 英格蘭足球甲級聯賽
  - 冠軍： 2012-13年

## 外部連結
- 足球数据库：大衛·哥達利爾的球员统计数据
- 史雲斯官網簡歷
- 韋根官網簡歷
- 威爾斯足總官網簡歷 （页面存档备份，存于）